# Cette fiesta, quel fiasco !
Cette fiesta, quel fiasco ! (Fiesta Fiasco) est un dessin animé de la série Looney Tunes réalisé par Alex Lovy et sorti en 1967. il met en scène Daffy Duck et Speedy Gonzales.